# Zündkennfeld
Das Zündkennfeld bestimmt in einer Motorsteuerung eines Ottomotors den Zündzeitpunkt der einzelnen Zylinder. Das Zündkennfeld ist ein dreidimensionales Gebilde, bestehend aus der X-Achse (Drehzahl), der Y-Achse (Motorlast, meist bezogen aus der Luftmasse, dem Saugrohrunterdruck oder auch dem Winkel der Drosselklappe) und der Z-Achse (Zündzeitpunkt). Der Zündzeitpunkt wird stets kurbelwellensynchron und zylinderindividuell bezogen auf den oberen Totpunkt (OT) berechnet. Bei der Entwicklung eines Motors wird das Zündkennfeld mit einem Applikationssystem so eingestellt, dass der Ottomotor in jedem Last- und Drehzahlbereich bezüglich Verbrennung und Leistung optimal arbeitet. Um eine optimale Arbeitsweise des Motors zu erreichen, sollte die Auflösung der Stützstellen der X- und Y-Achsen möglichst klein gewählt werden. Da aufgrund des beschränkten Speichers und der meist verwendeten Festkommaarithmetik in den Motorsteuergeräten keine beliebig kleine Auflösung der Achsen des Zündkennfelds möglich ist, werden Interpolationsroutinen verwendet, um Zwischenwerte zu berechnen. Diese Funktionen in der Software der Motorsteuerung sind meist bezüglich Laufzeit optimiert, um auch bei hohen Drehzahlen stets den richtigen Interpolationswert zu liefern.
Bei der Applikation (optimalen Einstellung) eines Zündkennfeldes mittels eines Applikationssystems, bestehend aus einer GUI und einer Hardware, die den Zugang zur Motorsteuerung in Echtzeit ermöglichen, muss der Applikateur darauf achten, dass er sich beim Einstellen des Zündzeitpunktes in einem Bereich bewegt, der dem Motor keinen Schaden zufügt. Hierfür werden im Applikationssystem Minimum- und Maximumgrenzen für den Zündzeitpunkt vorgegeben, die vom Applikateur nicht über- bzw. unterschritten werden können.